# Assedio di Salerno (871-872)
L'assedio di Salerno dell'871/872 fu uno degli episodi delle incursioni degli Aghlabidi nell'Italia meridionale mentre portavano avanti la conquista della Sicilia. La città Longobarda di Salerno era dotata di forti difese e, malgrado l'uso di macchine d'assedio, l'assedio, durato oltre un anno, fallì. Il principe Guaiferio di Salerno condusse la difesa, ma l'assedio fu levato solo grazie all'arrivo di un esercito di Longobardi e Franchi sotto il comando dell'imperatore carolingio Ludovico II.

## Contesto storico
Ludovico II, Re dei Longobardi e Imperatore dei Romani, condusse una campagna quinquennale contro l'Emirato di Bari, che cadde nel febbraio 871. Nell'agosto dello stesso anno, tuttavia, Ludovico fu tradito e imprigionato dal principe Adelchi di Benevento. Fu liberato dopo un mese a condizione che non avrebbe più fatto ritorno nel Sud Italia. Si trovava in Italia Settentrionale quando, alcuni mesi dopo, l'esercito aghlabide invase l'Italia meridionale. Il 17 maggio 872, a Roma, ottenne da Papa Adriano II l'annullamento del giuramento ad Adelchi. Procedette quindi a bandire il principe beneventano.
La conquista della Calabria e l'assalto a Salerno, la città più importante della Campania, costituirono la reazione aghlabide alla caduta di Bari. L'emiro aghlabide Muḥammad II assunse un certo ʿAbd Allāh come wālī (governatore) di al-Arḍ al-Kabīra (la Grande Terra, cioè la Penisola italiana). Al contempo, il fratello di ʿAbd Allāh, Ribbāh, fu assunto wālī di Sicilia, in sostituzione di Muḥammad ibn Khafāja, spentosi nell'871. Abd Allāh e Ribbāh erano figli di Yaʿqūb ibn Fazāra e parenti di al-ʿAbbās ibn al-Faḍl, governatore della Sicilia dall'851 all'861, noto per aver incoraggiato insediamenti in Calabria e Puglia.

## Fonti
Le principali fonti latine sono gli storici coevi Erchemperto e Andrea da Bergamo e il Chronicon Salernitanum, redatto intorno al 980. La Vita et translatio sancti Athanasii neapolitani episcopi, una biografia del vescovo di Napoli,  è la fonte per l'ambasceria che precedette l'attacco.
Tra le fonti arabe, il Bayān di Ibn ʿIdhārī narra le vittorie di ʿAbd Allāh, ma non descrive la conclusione della campagna. Il Tarʾīkh Jazīrat Ṣiqilliya, al contrario, descrive la sconfitta degli Arabi, datandola all'anno 6380 del calendario bizantino, corrispondente all'871–872.
La fonte greca De administrando imperio fornisce un resoconto completamente "mitico" e "apocrifo" dell'assedio di Salerno.

## Preparativi
I Salernitani avevano conoscenze avanzate dell'attacco, che permisero loro di prepararsi con largo anticipo nonché a richiedere rinforzi dalle potenze limitrofe. Secondo il resoconto del Chronicon Salernitanum, ad avvisarli con largo anticipo dell'attacco sarebbe stato un mercante amalfitano, che, durante una sosta in Ifrīqiya, aveva ricevuto il compito di recapitare il messaggio da un arabo che in passato aveva beneficiato della generosità del principe Guaiferio. Nel corso di una precedente visita a Salerno, questo arabo si era complimentato con il principe per il suo copricapo mentre quest'ultimo stava attraversando il foro durante il tragitto dai bagni pubblici al palazzo; il principe, per tutta risposta, donò il copricapo all'arabo. Se si vuol dar credito a tale aneddoto, deve aver avuto luogo nella primavera dell'871, poco dopo la caduta di Bari.
In vista dell'assedio, le difese della città vennero rafforzate insieme alla guarnigione, con l'arrivo di truppe inviate dai principati longobardi di Benevento e Capua. Guaiferio inviò una ambasceria in Italia settentrionale per richiedere aiuti dall'imperatore Ludovico II. L'importanza attribuita a tale ambasceria si evince dal prestigio degli inviati: il figlio ed erede di Guaiferio, nonché futuro principe Guaimario I; il vescovo Landolfo II di Capua; il vescovo Atanasio II di Napoli; e rappresentanti del Papa Adriano II. Tale ambasceria ebbe luogo tra settembre e novembre 871. Ludovico, in un primo momento, aveva respinto le sue suppliche di aiuto e aveva addirittura fatto imprigionare Guaimario per qualche tempo. Non è da escludere che anche Adelchi avesse implorato l'aiuto di Ludovico qualora fosse corretta la teoria che collega la composizione del poema De captivitate Ludovici imperatoris con l'assedio di Salerno.

## Campagna
L'esercito aghlabide sotto il comando di ʿAbd Allāh salpò dall'Ifrīqiya, sbarcò in Calabria e marciò via terra fino a Salerno, stando almeno al Chronicon Salernitanum. Andrea da Bergamo, invece, sostiene che gli invasori sbarcarono a Taranto. Le fonti forniscono cifre discordanti sul numero di effettivi: il Chronicon Salernitanum  stima gli invasori in 72 000 soldati, per Erchemperto erano 30 000; entrambe le cifre vengono ritenute esagerate,  ma quantomeno sono una indicazione che l'esercito invasore aghlabide fosse considerato imponente. Durante la sua marcia verso nord, prese "molte città", secondo quanto riferisce Erchemperto. Costrinse l'esercito franco ad abbandonare l'assedio di Taranto, l'unica roccaforte rimasta all'emirato di Bari.
Alla fine dell'autunno o all'inizio dell'inverno, forse all'inizio dell'872, cominciò l'assedio di Salerno, che era troppo ben difesa per essere presa con la forza. Per impedire l'arrivo di rifornimenti alimentari nella città assediata, le campagne limitrofe furono saccheggiate e i suoi abitanti catturati o massacrati. Nemmeno le campagne di Benevento e Capua, difese da Adelchi, furono risparmiate da tali saccheggi.
Nel corso dell'assedio gli Aghlabidi fecero uso di macchine d'assedio. Il Chronicon Salernitanum chiama tali macchine petraria (si tratta di una delle prime attestazioni del termine). Si trattava probabilmente di trabucchi a trazione. Una di esse, particolarmente grossa, fu usata per danneggiare lentamente una torre lungo le mura. Secondo il Chronicon Salernitanum, un certo Landemario fece una sortita fuori le mura e riuscì a distruggerla da solo con una ascia, uccidendo molti nemici nel corso dell'impresa. Nel gennaio 872, ʿAbd Allāh si spense e fu sostituito al comando da ʿAbd al-Malik.
In alcune occasioni, i Salernitani, ormai allo stremo delle forze, presero in considerazione la possibilità di capitolare al nemico. Per l'esaurirsi delle provviste si videro costretti a cibarsi di gatti e topi. Dopo alcuni mesi, Amalfi inviò clandestinamente provviste ai difensori. Secondo il Chronicon Salernitanum, tale mossa fu molto dibattuta ad Amalfi, e in quanto "fin dal primo momento aveva fatto pace con gli Agareni". Dopo oltre un anno di appelli e suppliche, Ludovico II, in quel momento a Roma, si decise a inviare un esercito di Franchi, rafforzato da contingenti longobardi, in soccorso della città assediata. L'esercito franco sconfigge un'armata aghlabide nei pressi di Capua sulle rive del Volturno, mentre un'armata longobarda sconfisse un distaccamento separato a Suessula. Secondo Andrea da Bergamo, vi erano 20 000 Saraceni a Capua. Il comandante franco, il nipote di Ludovico Cuntarto, cadde in battaglia. In seguito a tali sviluppi, lo stesso Ludovico II avanzò verso sud. Al suo avvicinarsi, gli Aghlabidi levarono l'assedio. Secondo il Chronicon Salernitanum, nella settimana finale di assedio, l'esercito franco aveva marciato usando rami per camuffarsi e gli assedianti avrebbero esclamato "è come se una montagna venisse contro di noi".

## Conseguenze
In seguito alla sconfitta, il grosso dell'esercito aghlabide salpò direttamente per la Sicilia prima di far ritorno in Ifrīqiya. Alcuni distaccamenti, tuttavia, ripiegarono in Calabria mentre altri rimasero in Campania. L'assedio di Salerno "rappresentò l'apice del coinvolgimento aghlabide sulla terraferma". In seguito a tale successo, Ludovico II soggiornò a Capua per un anno nel tentativo di ripristinare la propria autorità nel meridione d'Italia.
A differenza della campagna contro Bari, la difesa di Salerno non vide alcun coinvolgimento bizantino. Subito dopo la conclusione dell'assedio, una flotta bizantina sottrasse Otranto agli Arabi ponendo fine all'emirato di Bari. Ancora in conflitto con Ludovico, Adelchi ne approfittò per porsi sotto la protezione bizantina in cambio del pagamento di un tributo.
Secondo la visione del Chronicon Salernitanum, gli Aghlabidi erano agenti vendicatori inviati da Dio per punire i Longobardi per aver tradito Ludovico II. Solo dopo che i Longobardi avevano dato prova di essere cristiani devoti e avevano scontato la punizione dell'assedio, Dio ebbe pietà di loro e li risparmiò. Il cronista paragona i Salernitani con gli antichi Israeliti.
Sono state rinvenute delle monete emesse a Salerno con le incisioni MENSE OCTUBR e MENSE AUGUSTU che in passato erano state associate all'assedio dell'871–872. L'indicazione del mese suggerisce che si tratti di monete ossidionali, ma le caratteristiche delle monete fanno propendere per una loro datazione al XI secolo. Furono probabilmente emesse durante l'assedio del 1076.
Il resoconto dell'assedio di Salerno nel Chronicon Salernitanum potrebbe aver ispirato un episodio del Li coronemenz Looïs, una chanson de geste del XII secolo redatta in francese antico. Nella suddetta chanson, Guglielmo d'Aquitania salva Roma da un assedio saraceno sconfiggendo a duello un saraceno. Il Chronicon Salernitanum riporta due duelli nel corso dell'assedio.